# Yanic Perreault
Pour les articles homonymes, voir Perreault.
Yanic Perreault (né le 4 avril 1971 à Sherbrooke, Québec au Canada) est un joueur professionnel de hockey sur glace

## Carrière
Il est repêché à la 47e position du repêchage d'entrée dans la LNH 1991 par les Maple Leafs de Toronto.
Il porte les couleurs des Maple Leafs, des Kings de Los Angeles et des Canadiens de Montréal avant de se joindre aux Predators de Nashville lors de la saison 2005-06. C'est d'ailleurs au cours de cette saison qu'il a récolté un sommet personnel de 57 points (22 buts et 35 passes). Au mois d'octobre 2006, il rejoint les Coyotes de Phoenix.
Yanic Perreault est également invité au Match des étoiles 2007 où il inscrit 2 buts.
Le 1er juillet 2007, étant agent libre sans compensation, il signe avec les Blackhawks de Chicago un contrat d'un an évalué à 1,5 million de dollars. Au terme de cette saison, il annonce son retrait de la compétition.

## Statistiques
| Saison     | Équipe                     | Ligue      |     | Saison régulière | Saison régulière | Saison régulière | Saison régulière | Saison régulière |    | Séries éliminatoires | Séries éliminatoires | Séries éliminatoires | Séries éliminatoires | Séries éliminatoires |
| Saison     | Équipe                     | Ligue      | PJ  | B                | A                | Pts              | Pun              | PJ               | B  | A                    | Pts                  | Pun                  |                      |                      |
| 1987-1988  | Cantonniers de Magog       | QAAA       | 42  | 70               | 57               | 127              | 14               | 8                | 12 | 10                   | 22                   | 6                    |                      |                      |
| 1988-1989  | Draveurs de Trois-Rivières | LHJMQ      | 70  | 53               | 55               | 108              | 48               | 4                | 0  | 0                    | 0                    | 7                    |                      |                      |
| 1989-1990  | Draveurs de Trois-Rivières | LHJMQ      | 63  | 51               | 63               | 114              | 75               | 7                | 6  | 5                    | 11                   | 19                   |                      |                      |
| 1990-1991  | Draveurs de Trois-Rivières | LHJMQ      | 67  | 87               | 98               | 185              | 103              | 6                | 4  | 7                    | 11                   | 6                    |                      |                      |
| 1991-1992  | Maple Leafs de Saint-Jean  | LAH        | 62  | 38               | 38               | 76               | 19               | 16               | 7  | 8                    | 15                   | 4                    |                      |                      |
| 1992-1993  | Maple Leafs de Saint-Jean  | LAH        | 79  | 49               | 46               | 95               | 56               | 9                | 4  | 5                    | 9                    | 2                    |                      |                      |
| 1993-1994  | Maple Leafs de Saint-Jean  | LAH        | 62  | 45               | 60               | 105              | 38               | 11               | 12 | 6                    | 18                   | 14                   |                      |                      |
| 1993-1994  | Maple Leafs de Toronto     | LNH        | 13  | 3                | 3                | 6                | 0                | -                | -  | -                    | -                    | -                    |                      |                      |
| 1994-1995  | Roadrunners de Phoenix     | LIH        | 68  | 51               | 48               | 99               | 52               | -                | -  | -                    | -                    | -                    |                      |                      |
| 1994-1995  | Kings de Los Angeles       | LNH        | 26  | 2                | 5                | 7                | 20               | -                | -  | -                    | -                    | -                    |                      |                      |
| 1995-1996  | Kings de Los Angeles       | LNH        | 78  | 25               | 24               | 49               | 16               | -                | -  | -                    | -                    | -                    |                      |                      |
| 1996-1997  | Kings de Los Angeles       | LNH        | 41  | 11               | 14               | 25               | 20               | -                | -  | -                    | -                    | -                    |                      |                      |
| 1997-1998  | Kings de Los Angeles       | LNH        | 79  | 28               | 20               | 48               | 32               | 4                | 1  | 2                    | 3                    | 6                    |                      |                      |
| 1998-1999  | Kings de Los Angeles       | LNH        | 64  | 10               | 17               | 27               | 30               | -                | -  | -                    | -                    | -                    |                      |                      |
| 1998-1999  | Maple Leafs de Toronto     | LNH        | 12  | 7                | 8                | 15               | 12               | 17               | 3  | 6                    | 9                    | 6                    |                      |                      |
| 1999-2000  | Maple Leafs de Toronto     | LNH        | 58  | 18               | 27               | 45               | 22               | 1                | 0  | 1                    | 1                    | 0                    |                      |                      |
| 2000-2001  | Maple Leafs de Toronto     | LNH        | 76  | 24               | 28               | 52               | 52               | 11               | 2  | 3                    | 5                    | 4                    |                      |                      |
| 2001-2002  | Canadiens de Montréal      | LNH        | 82  | 27               | 29               | 56               | 40               | 11               | 3  | 5                    | 8                    | 0                    |                      |                      |
| 2002-2003  | Canadiens de Montréal      | LNH        | 73  | 24               | 22               | 46               | 30               | -                | -  | -                    | -                    | -                    |                      |                      |
| 2003-2004  | Canadiens de Montréal      | LNH        | 69  | 16               | 15               | 31               | 40               | 9                | 2  | 2                    | 4                    | 0                    |                      |                      |
| 2005-2006  | Predators de Nashville     | LNH        | 69  | 22               | 35               | 57               | 30               | 1                | 0  | 0                    | 0                    | 2                    |                      |                      |
| 2006-2007  | Coyotes de Phoenix         | LNH        | 49  | 19               | 14               | 33               | 30               | -                | -  | -                    | -                    | -                    |                      |                      |
| 2006-2007  | Maple Leafs de Toronto     | LNH        | 17  | 2                | 3                | 5                | 4                | -                | -  | -                    | -                    | -                    |                      |                      |
| 2007-2008  | Blackhawks de Chicago      | LNH        | 53  | 9                | 5                | 14               | 24               | -                | -  | -                    | -                    | -                    |                      |                      |
| Totaux LNH | Totaux LNH                 | Totaux LNH | 859 | 247              | 269              | 516              | 402              | 54               | 11 | 19                   | 30                   | 18                   |                      |                      |